# Anthurus
Anthurus is een geslacht van schimmels behorend tot de familie Phallaceae. De typesoort is Anthurus muellerianus.

## Soorten
Volgens Index Fungorum bevat het geslacht vier soorten (peildatum april 2023):
| Soortnaam             | Auteur(s)  | Publicatiejaar |
| --------------------- | ---------- | -------------- |
| Anthurus brownii      | J.M. Mend. | 1934           |
| Anthurus macowanii    | Marloth    | 1913           |
| Anthurus muellerianus | Kalchbr.   | 1880           |
| Anthurus surinamensis | E. Fisch.  | 1927           |